# Superman: Red Son (película)
Superman: Red Son es una película estadounidense de superhéroes animada directa a vídeo de 2020 que se centra en el personaje de DC Comics Superman, y la 37.ª entrega de la serie de películas animadas originales del Universo DC. La película está basada en la miniserie de cómics de 2003 del mismo nombre escrita por Mark Millar y dibujada a lápiz por Dave Johnson, Andrew Robinson, Walden Wong y Killian Plunkett. Fue lanzada digitalmente el 25 de febrero de 2020 y fue lanzado en Blu-ray Ultra HD y Blu-ray el 17 de marzo de 2020.

## Argumento
En la Unión Soviética durante el año 1946, un niño es perseguido por una banda de matones. Una joven, Svetlana, lo defiende ahuyentándolos. Él le revela que no temía por su propia seguridad sino por la de los matones antes de demostrar una fuerza sobrehumana y la capacidad de volar. Svetlana le dice al niño que puede usar sus poderes para ayudar al país si así lo desea.
Una década más tarde, en el año 1955, la Unión Soviética lanza una película de propaganda de un extraterrestre sobrehumano al mando de Iósif Stalin, a quien los medios estadounidenses apodan el "Superman soviético". El Presidente Eisenhower de los Estados Unidos, encarga a Lex Luthor que desarrolle una contramedida contra el sobrehumano. Mientras tanto, Superman evita que un satélite se estrelle contra Metrópolis, lo que lleva a la esposa de Lex, Lois Lane, a conseguir una entrevista con él. Ella le muestra un documento de alto secreto que lleva a Superman a un gulag secreto donde encuentra a Svetlana moribunda, que fue encarcelada allí porque conocía su verdadera identidad. Enfurecido, Superman se enfrenta a Stalin por el gulag y lo incinera con su visión de calor. Como resultado, Superman se convierte en el nuevo líder de la Unión Soviética, comprometiéndose a usar sus poderes para el bien y a extender la influencia del estado soviético.
Superman usa dichos poderes e influencia para detener el conflicto, traer naciones al lado soviético y forjar una alianza con la Princesa Diana/Mujer Maravilla de Temiscira. Mientras tanto, Luthor revela un clon de Superman, apodado "Hombre Superior", hecho de recolectar las células de Superman del satélite estrellado y alimentado de forma remota con un orbe de energía antes de enviarlo para enfrentarse a Superman. Los dos superhumanos luchan hasta que Luthor sobrecarga al clon con un exceso de energía, lo que hace que se hinche y degenere a medida que avanza la lucha hasta que finalmente colapsa y se disuelve. Superman queda horrorizado y asqueado por las acciones de Luthor.
Años más tarde, en el año 1967, Superman detiene una invasión del cyborg alienígena Brainiac, lo reprograma para convertirse en su asesor y utiliza su tecnología para lobotomizar a los disidentes. No pudo evitar que la ciudad de Stalingrado se redujera y también se ve obligado a lidiar con el terrorista Batman, un sobreviviente del gulag secreto que culpa a Superman por la muerte de su familia. Batman secuestra a Mujer Maravilla y la ata con el Lazo de la Verdad para llevar a Superman a una trampa, usando lámparas que simulan el sol rojo de Krypton para neutralizar sus poderes. Batman golpea a Superman y lo deja morir hasta que Mujer Maravilla se libera del lazo y destruye la fuente de energía de las lámparas, restaurando los poderes de Superman. Cuando Superman amenaza con encarcelarlo, Batman decide suicidarse en lugar de convertirse en un esclavo sin sentido. Una Mujer Maravilla herida y envejecida rápidamente deja a Superman, molesta por la brutalidad de ambos lados del conflicto.
En los Estados Unidos, Luthor se convierte en presidente y marca el comienzo de una nueva era de prosperidad que amenaza el dominio soviético. Al encontrar la nave espacial y el cuerpo estrellados de Abin Sur, Luthor le encarga al coronel Hal Jordan que descubra el inmenso poder del anillo verde que se encuentra en el cuerpo del extraterrestre, lo que lleva a la formación de los Green Lantern Corps. En 1983, Jordan lidera un ataque contra Superman, que es detenido brevemente por Mujer Maravilla, quien intenta por última vez poner fin al conflicto antes de anunciar que Temiscira estará cerrada a todos los hombres para siempre. Con el apoyo de Brainiac, Superman se propone enfrentarse a Luthor en la Casa Blanca, solo para encontrar a Lois con la ciudad embotellada de Stalingrado. Superman le dice que durante años ha intentado y no ha podido revertir la miniaturización de la ciudad, pero Brainiac le revela que la tecnología siempre ha estado disponible para él; simplemente eligió no usarlo. Mientras Superman no recuerda haber dicho nunca que no quería, Brainiac le dice que no había necesidad de palabras. Dado que Stalingrado representa técnicamente lo que le está haciendo al mundo entero y se está volviendo como la máquina. Al darse cuenta del error de sus caminos, Superman se retira, pero un Brainiac enfurecido destruye con rencor la ciudad encogida y procede con el ataque, revelando que la reprogramación falló y que había estado usando a Superman para conquistar el planeta él mismo. Superman y Luthor luchan contra Brainiac y lo destruyen, pero su nave está lista para autodestruirse tras su derrota. Superman vuela la nave hacia el espacio profundo, aparentemente muriendo en la explosión.
En una ceremonia frente al edificio del Capitolio, un Superman disfrazado observa desde la multitud mientras Luthor anuncia su renuncia a su presidencia para pasar más tiempo con Lois, entregando el país al vicepresidente James Olsen. Lois comparte un breve vistazo con Superman antes de que desaparezca entre la multitud.

## Reparto
- Jason Isaacs como Superman
- Amy Acker como Lois Lane
- Diedrich Bader como Lex Luthor
- Vanessa Marshall como Mujer Maravilla
- Phil Morris como James Olsen
- Paul Williams como Brainiac
- Phil LaMarr como John Stewart/Ron Troupe
- Jim Meskimen como Dwight D. Eisenhower/John F. Kennedy
- Sasha Roiz como Hal Jordan
- William Salyers como Iósif Stalin/Jack Ryder
- Roger Craig Smith como Batman
- Jason Spisak como Dimitri
- Tara Strong como Joven Superman
- Travis Willingham como Hombre Superior/Guy Gardner/Petrovich
- Winter Ave Zoli como Svetlana
- Greg Chun como Embajador Lee
- Jim Ward como George Taylor

## Producción
En 2013, James Tucker expresó interés en hacer una adaptación cinematográfica animada de Red Son para las películas animadas originales del Universo DC, por lo que Warner Bros. está considerando el proyecto. El 8 de enero de 2019, se anunció que se está desarrollando una adaptación cinematográfica directa a vídeo del cómic, parte de la línea de películas animadas originales del Universo DC. Será una película independiente separada del Universo de Películas Animadas de DC. Jason Isaacs interpretará a Superman junto a Amy Acker como Lois Lane, Diedrich Bader de The Drew Carey Show como Lex Luthor y Paul Williams como Brainiac, con Roger Craig Smith como Batman y Vanessa Marshall como Mujer Maravilla. También aparecen William Salyers como Iósif Stalin, Jim Meskimen como John F.Kennedy, Phil Morris como James Olsen, Sasha Roiz como Hal Jordan, Phil LaMarr repitiendo su papel como John Stewart del Universo animado de DC, Travis Willingham como Hombre Superior, y Winter Zoli como Svetlana. Anna Vocino, Greg Chun, Jim Ward, Jason Spisak y Tara Strong también participaron en papeles menores para la película.

## Recepción
Superman: Red Son recibió críticas generalmente positivas. En julio de 2020, el 88% de las dieciséis reseñas compiladas por Rotten Tomatoes son positivas y tienen una puntuación media de 7.57 sobre 10.

### Recepción de medios rusos
Los presentadores del canal de televisión Rossiya 24 Alexey Kazakov y Anastasia Ivanova sintieron que el video era "histeria rusofóbica", y afirmaron además que "si Rusia no hubiera sido tan interesante, entonces no habría habido 'Red Son'". En el programa Time will tell, la adaptación cinematográfica fue llamada un elemento de una seria guerra de la información contra Rusia, cuyo propósito es formar la imagen del enemigo. Anatoly Kuzichev concluyó: "Los cómics son malvados. ¡Solo literatura!" Por otro lado, Evgeni Popov considera este marketing sin antecedentes políticos. Según el periodista, "tenemos que centrarnos en nuestros héroes".
Mir Fantastiki criticó la adaptación, principalmente por los cambios en la trama en comparación con el cómic. El crítico DTF [ru] señaló que en la adaptación cinematográfica, la atmósfera del original se perdió por completo y el giro principal de la trama se eliminó del producto final.

### Ventas
La película ganó $601,592 de las ventas nacionales de DVD y $1,411,992 de las ventas nacionales de Blu-ray, con lo que su ganancia total de videos domésticos fue de $2,013,584.